# Andrea Verrina
Andrea Verrina (Rivarolo Ligure, 16 agosto 1918 – Genova, 14 settembre 2002) è stato un calciatore e allenatore di calcio italiano, di ruolo centrocampista.

## Carriera

### Primi anni
Cresciuto nelle giovanili del Genova 1893, esordì in Serie A il 16 maggio 1937 in Genova-Triestina (4-3), sostituendo Luigi Scarabello in una gara in cui, secondo il Littoriale, sotto gli occhi dell'allora CT Vittorio Pozzo fornì una buona prova dando tra l'altro a Mario Perazzolo l'assist per il quarto gol dei liguri; nello stesso anno contribuì alla conquista, da parte della squadra genovese, dell'unica coppa Italia vinta dal club nel ventesimo secolo. Salvo una parentesi allo Spezia nel 1937-1938, militò nel club rossoblu fino al 1941, anno in cui venne acquistato dal Napoli. Ritornò in rossoblu durante la guerra nel 1944 per disputarvi il campionato Alta Italia e vincervi la Coppa Città di Genova che nei primi mesi del 1945 sostituì il normale campionato a causa degli eventi bellici che sconvolgevano l'Europa in quel periodo. La competizione fu vinta dai rossoblu che sorpassarono all'ultima giornata i rivali del Liguria; a Verrina ed a ciascun vincitore della competizione furono date in premio 20.000 lire dal futuro presidente rossoblu Antonio Lorenzo.

### Napoli
In maglia azzurra disputò 5 campionati, collezionando 144 presenze arricchite da 18 gol e ottenendo la promozione in Serie A nel 1946. La stagione 1946-1947 cominciò bene, con una rete per partita nelle prime due gare di campionato, in Napoli-Livorno 4-0 del 22 settembre 1946 ed in Brescia-Napoli 2-1 del 29 settembre 1946. A fine stagione le reti saranno 5.

### L'ultimo ritorno al Genoa
Nel 1948 tornò al Genoa, giocandovi il suo primo derby, il 17 ottobre 1948, sostituendo Verdeal, il più giovane compagno di squadra con cui rivaleggiava per il ruolo, in una partita persa per 5-1; riuscì comunque a togliersi la soddisfazione di battere in campionato la difesa dell'Inter, segnando nella gara casalinga del 24 ottobre 1948.

### Ultimi anni
Passò quindi un anno dopo al club di quella che all'epoca era la sua città natale, poi inglobata nel territorio del comune di Genova, la Rivarolese. Dal 1949 in poi Verrina giocherà in vari club liguri, ad esclusione di una breve parentesi nel 1950 al Forlì. Saranno tutte brevi esperienze comprese la duplice all'Entella e quella di Savona, entrambi club in cui svolse il doppio ruolo di giocatore ed allenatore. Disputerà la stagione 1957-1958 nel C.R.A.L. S.I.A.C. di Cornigliano, piccolo club genovese, e infine avvierà il Campionato Interregionale 1958-1959 allenando l'Entella ma trasferendosi nel corso della stagione all'Andrea Doria 1955 in qualità di giocatore.

## Palmarès

### Club

#### Competizioni regionali
- Coppa Città di Genova: 1

Genova 1893: 1945
- Promozione: 1

Entella: 1955-1956

#### Competizioni nazionali
- Coppa Italia: 1

Genoa: 1936-37